# Alessandro Malvasia
Alessandro Malvasia (Bolonha, 26 de abril de 1748 - Ravena, 12 de setembro de 1819) foi um cardeal italiano.

## Biografia
Nasceu em Bolonha em 26 de abril de 1748. De família patrícia e senatorial, originária de Gubbio. Filho do conde Cesare Alberto Malvasia Gabrielli e Junipera (Ginevra) Gozzadini. Seu irmão mais velho era Giuseppe, a quem cedeu sua parte de sua herança em troca de uma anuidade substancial em 2 de janeiro de 1771.
Estudou direito na Universidade de Bolonha por dois anos; obteve o doutorado in utroque iure , direito canônico e civil na Universidade de Roma em 25 de maio de 1770. Recebeu a tonsura eclesiástica em Bolonha em 30 de outubro de 1769.
Referendário do Tribunal da Assinatura Apostólica, 7 de março de 1771 até 1776, Relator da Congregação do Bom Governo, maio de 1776.
Foi ordenado sacerdote em 19 de junho de 1789. Em novembro de 1789, foi nomeado vigário de S. Maria em Trastevere. Auditor da Sagrada Rota Romana de Bolonha, agosto de 1783. Assessor da SC da Inquisição Romana e Universal, fevereiro de 1801.
Criado cardeal sacerdote no consistório de 8 de março de 1816; recebeu o chapéu vermelho em 11 de março de 1816; e o título de S. Croce in Gerusalemme, 29 de abril de 1816. Legado apostólico na cidade e província de Ravenna, 6 de setembro de 1816 até sua morte.
Morreu em Ravena em 12 de setembro de 1819. Exposto e enterrado na igreja de S. Apollinare in Classe, Ravenna.